# Moto Magazine
Moto Magazine - Le Pavé dans la mare est un mensuel français destiné à suivre l'actualité motocycliste, notamment dans le domaine de la sécurité routière, de la pratique quotidienne et passionnelle de la moto et dans le domaine sportif. La rédaction teste des motos du marché, le plus souvent sous forme d'essais comparatifs ou de bilans occasions et fiabilités. Divers tests de matériels pour le motard (casques, vestes, chaussure, etc.) et sa moto (pneus, bagagerie, consommables, GPS, etc.) sont également réalisés.

## Description
La revue est créée en 1983 par les Éditions de la FFMC sous le titre « Le Pavé dans la mare ». Elle est réalisée par une équipe mixte de professionnels et d’essayeurs bénévoles et des militants de la Fédération française des motards en colère (FFMC). Elle devient « Moto Magazine » dans les années 1990. L'entreprise publie Moto Magazine qui est le titre moto le plus diffusé de France, et des hors-séries.
Une version numérique existe depuis janvier 2013, comprenant des articles avec support vidéo et plusieurs milliers de petites annonces.